# Diócesis de Óbidos
La diócesis de Óbidos (en latín: Dioecesis Obidensis y en portugués: Diocese de Óbidos) es una circunscripción eclesiástica de la Iglesia católica en Brasil. Se trata de una diócesis latina, sufragánea de la arquidiócesis de Santarén. Desde el 28 de enero de 2009 su obispo es Bernardo Johannes Bahlmann, de la Orden de Frailes Menores.

## Territorio y organización
La diócesis tiene 182 147 km² y extiende su jurisdicción sobre los fieles católicos de rito latino residentes en 5 municipios del estado de Pará: Óbidos, Alenquer, Faro, Juruti y Oriximiná.
La sede de la diócesis se encuentra en la ciudad de Óbidos, en donde se halla la Catedral de Santa Ana.
En 2021 en la diócesis existían 11 parroquias.

## Historia
La prelatura territorial de Óbidos fue erigida el 10 de abril de 1957 con la bula Cum sit animorum del papa Pío XII, obteniendo el territorio de la prelatura territorial de Santarén (hoy arquidiócesis).
El 9 de noviembre de 2011 fue elevada al rango de diócesis con la bula Solet Sancta Sedes del papa Benedicto XVI.
Originalmente sufragánea de la arquidiócesis de Belém do Pará, pasó a formar parte de la provincia eclesiástica de la arquidiócesis de Santarén el 6 de noviembre de 2019.

## Estadísticas
Según el Anuario Pontificio 2022 la diócesis tenía a fines de 2021 un total de 221 790 fieles bautizados.
| Año                                                                             | Población            | Población | Población      | Sacerdotes | Sacerdotes    | Sacerdotes    | Bautizados por sacerdote | Diáconos permanentes | Religiosos | Religiosos | Parroquias |
| Año                                                                             | Bautizados católicos | Total     | % de católicos | Total      | Clero secular | Clero regular | Bautizados por sacerdote | Diáconos permanentes | Varones    | Mujeres    | Parroquias |
| ------------------------------------------------------------------------------- | -------------------- | --------- | -------------- | ---------- | ------------- | ------------- | ------------------------ | -------------------- | ---------- | ---------- | ---------- |
| 1958                                                                            | 72 000               | 80 000    | 90.0           | 10         |               | 10            | 7200                     |                      | 10         | 15         | 5          |
| 1970                                                                            | 120 498              | 122 593   | 98.3           | 20         | 4             | 16            | 6024                     |                      | 19         | 31         | 5          |
| 1976                                                                            | 115 000              | 125 000   | 92.0           | 14         | 2             | 12            | 8214                     | 2                    | 16         | 16         | 5          |
| 1980                                                                            | 129 000              | 141 000   | 91.5           | 12         | 1             | 11            | 10 750                   |                      | 17         |            | 5          |
| 1987                                                                            | 170 000              | 187 000   | 90.9           | 19         | 3             | 16            | 8947                     |                      | 22         | 18         | 6          |
| 1999                                                                            | 170 359              | 186 706   | 91.2           | 18         | 5             | 13            | 9464                     |                      | 20         | 80         | 7          |
| 2000                                                                            | 169 489              | 186 706   | 90.8           | 20         | 7             | 13            | 8474                     |                      | 20         | 11         | 7          |
| 2001                                                                            | 197 719              | 201 547   | 98.1           | 20         | 7             | 13            | 9885                     |                      | 20         | 13         | 7          |
| 2002                                                                            | 197 129              | 201 547   | 97.8           | 20         | 7             | 13            | 9856                     |                      | 17         | 16         | 7          |
| 2003                                                                            | 197 060              | 201 063   | 98.0           | 21         | 8             | 13            | 9383                     |                      | 19         | 15         | 8          |
| 2004                                                                            | 167 379              | 201 063   | 83.2           | 21         | 8             | 13            | 7970                     |                      | 17         | 15         | 7          |
| 2013                                                                            | 179 000              | 219 000   | 81.7           | 22         | 11            | 11            | 8136                     |                      | 14         | 21         | 7          |
| 2016                                                                            | 183 000              | 224 700   | 81.4           | 28         | 14            | 14            | 6535                     |                      | 21         | 33         | 9          |
| 2019                                                                            | 188 832              | 231 860   | 81.4           | 27         | 8             | 19            | 6993                     |                      | 24         | 34         | 11         |
| 2020                                                                            | 210 000              | 285 921   | 73.4           | 24         | 8             | 16            | 8750                     |                      | 22         | 39         | 13         |
| 2021                                                                            | 221 790              | 301 921   | 73.5           | 22         | 7             | 15            | 10 081                   | 2                    | 21         | 39         | 11         |
| Fuente: Catholic-Hierarchy, que a su vez toma los datos del Anuario Pontificio. |                      |           |                |            |               |               |                          |                      |            |            |            |

## Episcopologio
- João Floriano Loewenau, O.F.M. † (12 de septiembre de 1957-1972 renunció)
- Constantino José Lüers, O.F.M. † (13 de abril de 1973-24 de marzo de 1976 nombrado obispo de Penedo)
- Martinho Lammers, O.F.M. (19 de julio de 1976-28 de enero de 2009 retirado)
- Bernardo Johannes Bahlmann, O.F.M., desde el 28 de enero de 2009